# Tour Peninsular 2019
La 1.ª edición del Tour Peninsular (oficialmente: Tour of Peninsular 2019) fue una carrera de ciclismo en ruta por etapas que se celebró entre el 15 y el 19 de octubre de 2019 con inicio en la ciudad de Dungun y final en la ciudad de Setiawangsa en Malasia. El recorrido constó de un total de 5 etapas sobre una distancia total de 850,7 km.
La carrera hizo parte del circuito UCI Asia Tour 2019 dentro de la categoría 2.1. El vencedor final fue el español Marcos García del Kinan seguido del kazajo Igor Chzhan del Vino-Astana Motors y el eritreo Metkel Eyob del Terengganu Inc-TSG.

## Equipos participantes
Tomaron la partida un total de 20 equipos, de los cuales 18 son de categoría  Continental y 2 Selecciones nacionales, quienes conformaron un pelotón de 115 ciclistas de los cuales terminaron 106. Los equipos participantes fueron:
| Equipos continentales (18)- 7 Eleven Cliqq-air21 by Roadbike Philippines - Aisan Racing Team - Brunei Continental - Foolad Mobarakeh Sepahan - HKSI - KFC Cycling Team - Kinan Cycling Team - Oliver's Real Food - PGN Road Cycling Team - ProTouch - St George Continental Cycling Team - Taiyuan Miogee - Hurom BDC Development - Sapura - Terengganu Inc-TSG Cycling Team - Thailand Continental - Uijeongbu - Vino-Astana Motors Equipos nacionales (2)- Azerbaiyán - Malasia |
| |

## Etapas
| Etapa     | Fecha     | Recorrido                     | type                   | Distancia (km) | Ganador                      | Líder                        |
| --------- | --------- | ----------------------------- | ---------------------- | -------------- | ---------------------------- | ---------------------------- |
| 1.ª etapa | 15 de oct | Dungun – Kuala Terengganu     | etapa llana            | 196            | Elchin Asadov                | Elchin Asadov                |
| 2.ª etapa | 16 de oct | Kuala Terengganu – Kota Bharu | etapa llana            | 197,8          | Rohan du Plooy               | Elchin Asadov                |
| 3.ª etapa | 17 de oct | Pasir Mas – Gerik             | etapa llana            | 200            | Nur Amirul Fakhruddin Mazuki | Nur Amirul Fakhruddin Mazuki |
| 4.ª etapa | 18 de oct | Ipoh – Cameron Highlands      | etapa de media montaña | 110,5          | Marcos García                | Marcos García                |
| 5.ª etapa | 19 de oct | Tapah – Setiawangsa           | etapa escarpada        | 146,4          | Cristian Raileanu            | Marcos García                |

## Desarrollo de la carrera

### 1.ª etapa
| Dungun - Kuala Terengganu | etapa llana | (196 km) |

| \| Clasificación de la etapa \| Clasificación de la etapa \| Clasificación de la etapa \| Clasificación de la etapa \| Clasificación de la etapa \| \| Ciclista \| Ciclista \| Equipo \| Tiempo \| \| \| ------------------------- \| ---------------------------- \| ------------------------------- \| ------------------------- \| ------------------------- \| \| 1.º \| Elchin Asadov \| Azerbaiyán \| 3 h 57 min 26 s \| \| \| 2.º \| Cristian Raileanu \| Team Sapura Cycling \| + 0 s \| \| \| 3.º \| Danieal Haikal Eddy Suhaidee \| Malasia \| + 0 s \| \| \| 4.º \| Igor Chzhan \| Vino-Astana Motors \| + 0 s \| \| \| 5.º \| Charálampos Kastrantás \| Brunei Continental \| + 22 s \| \| \| 6.º \| Nur Amirul Fakhruddin Mazuki \| Terengganu Inc-TSG Cycling Team \| + 22 s \| \| \| 7.º \| Samir Jabrayilov \| Azerbaiyán \| + 22 s \| \| \| 8.º \| Rohan du Plooy \| ProTouch \| + 22 s \| \| \| 9.º \| Mario Vogt \| Team Sapura Cycling \| + 22 s \| \| \| 10.º \| Conor Murtagh \| Oliver's Real Food Racing \| + 22 s \| \| |                              |                                 |                 |
| |                              |                                 |                 |
| Fuente: ProCyclingStats |                              |                                 |                 |
| Clasificación de la etapa |                              |                                 |                 |
| Ciclista | Ciclista                     | Equipo                          | Tiempo          |
| 1.º | Elchin Asadov                | Azerbaiyán                      | 3 h 57 min 26 s |
| 2.º | Cristian Raileanu            | Team Sapura Cycling             | + 0 s           |
| 3.º | Danieal Haikal Eddy Suhaidee | Malasia                         | + 0 s           |
| 4.º | Igor Chzhan                  | Vino-Astana Motors              | + 0 s           |
| 5.º | Charálampos Kastrantás       | Brunei Continental              | + 22 s          |
| 6.º | Nur Amirul Fakhruddin Mazuki | Terengganu Inc-TSG Cycling Team | + 22 s          |
| 7.º | Samir Jabrayilov             | Azerbaiyán                      | + 22 s          |
| 8.º | Rohan du Plooy               | ProTouch                        | + 22 s          |
| 9.º | Mario Vogt                   | Team Sapura Cycling             | + 22 s          |
| 10.º | Conor Murtagh                | Oliver's Real Food Racing       | + 22 s          |

| \| Clasificación general \| Clasificación general \| Clasificación general \| Clasificación general \| Clasificación general \| \| Ciclista \| Ciclista \| Equipo \| Tiempo \| \| \| --------------------- \| ---------------------------- \| -------------------------------------------- \| --------------------- \| --------------------- \| \| 1.º \| Elchin Asadov \| Azerbaiyán \| 3 h 57 min 16 s \| \| \| 2.º \| Cristian Raileanu \| Team Sapura Cycling \| + 4 s \| \| \| 3.º \| Danieal Haikal Eddy Suhaidee \| Malasia \| + 6 s \| \| \| 4.º \| Igor Chzhan \| Vino-Astana Motors \| + 10 s \| \| \| 5.º \| Rohan du Plooy \| ProTouch \| + 26 s \| \| \| 6.º \| Mario Vogt \| Team Sapura Cycling \| + 28 s \| \| \| 7.º \| Nur Aiman Zariff \| Team Sapura Cycling \| + 29 s \| \| \| 8.º \| Aiman Cahyadi \| PGN Road Cycling Team \| + 30 s \| \| \| 9.º \| Ar-jay Peralta \| 7 Eleven Cliqq-air21 by Roadbike Philippines \| + 30 s \| \| \| 10.º \| Charálampos Kastrantás \| Brunei Continental \| + 32 s \| \| |                              |                                              |                 |
| |                              |                                              |                 |
| Fuente: ProCyclingStats |                              |                                              |                 |
| Clasificación general |                              |                                              |                 |
| Ciclista | Ciclista                     | Equipo                                       | Tiempo          |
| 1.º | Elchin Asadov                | Azerbaiyán                                   | 3 h 57 min 16 s |
| 2.º | Cristian Raileanu            | Team Sapura Cycling                          | + 4 s           |
| 3.º | Danieal Haikal Eddy Suhaidee | Malasia                                      | + 6 s           |
| 4.º | Igor Chzhan                  | Vino-Astana Motors                           | + 10 s          |
| 5.º | Rohan du Plooy               | ProTouch                                     | + 26 s          |
| 6.º | Mario Vogt                   | Team Sapura Cycling                          | + 28 s          |
| 7.º | Nur Aiman Zariff             | Team Sapura Cycling                          | + 29 s          |
| 8.º | Aiman Cahyadi                | PGN Road Cycling Team                        | + 30 s          |
| 9.º | Ar-jay Peralta               | 7 Eleven Cliqq-air21 by Roadbike Philippines | + 30 s          |
| 10.º | Charálampos Kastrantás       | Brunei Continental                           | + 32 s          |

### 2.ª etapa
| Kuala Terengganu - Kota Bharu | etapa llana | (197,8 km) |

| \| Clasificación de la etapa \| Clasificación de la etapa \| Clasificación de la etapa \| Clasificación de la etapa \| Clasificación de la etapa \| \| Ciclista \| Ciclista \| Equipo \| Tiempo \| \| \| ------------------------- \| ------------------------- \| ---------------------------------- \| ------------------------- \| ------------------------- \| \| 1.º \| Rohan du Plooy \| ProTouch \| 3 h 30 min 43 s \| \| \| 2.º \| Amir Hossein Jamshidian \| Foolad Mobarakeh Sepahan \| + 0 s \| \| \| 3.º \| Mohd Harrif Saleh \| Terengganu Inc-TSG Cycling Team \| + 0 s \| \| \| 4.º \| Hossein Nateghi \| Foolad Mobarakeh Sepahan \| + 0 s \| \| \| 5.º \| Reynard Butler \| ProTouch \| + 0 s \| \| \| 6.º \| Craig Wiggins \| St George Continental Cycling Team \| + 0 s \| \| \| 7.º \| André Looij \| Taiyuan Miogee Cycling Team \| + 0 s \| \| \| 8.º \| Norbert Banaszek \| Hurom BDC Development \| + 0 s \| \| \| 9.º \| Hayato Okamoto \| Aisan Racing Team \| + 0 s \| \| \| 10.º \| Charálampos Kastrantás \| Brunei Continental \| + 0 s \| \| |                         |                                    |                 |
| |                         |                                    |                 |
| Fuente: ProCyclingStats |                         |                                    |                 |
| Clasificación de la etapa |                         |                                    |                 |
| Ciclista | Ciclista                | Equipo                             | Tiempo          |
| 1.º | Rohan du Plooy          | ProTouch                           | 3 h 30 min 43 s |
| 2.º | Amir Hossein Jamshidian | Foolad Mobarakeh Sepahan           | + 0 s           |
| 3.º | Mohd Harrif Saleh       | Terengganu Inc-TSG Cycling Team    | + 0 s           |
| 4.º | Hossein Nateghi         | Foolad Mobarakeh Sepahan           | + 0 s           |
| 5.º | Reynard Butler          | ProTouch                           | + 0 s           |
| 6.º | Craig Wiggins           | St George Continental Cycling Team | + 0 s           |
| 7.º | André Looij             | Taiyuan Miogee Cycling Team        | + 0 s           |
| 8.º | Norbert Banaszek        | Hurom BDC Development              | + 0 s           |
| 9.º | Hayato Okamoto          | Aisan Racing Team                  | + 0 s           |
| 10.º | Charálampos Kastrantás  | Brunei Continental                 | + 0 s           |

| \| Clasificación general \| Clasificación general \| Clasificación general \| Clasificación general \| Clasificación general \| \| Ciclista \| Ciclista \| Equipo \| Tiempo \| \| \| --------------------- \| ---------------------------- \| -------------------------------------------- \| --------------------- \| --------------------- \| \| 1.º \| Elchin Asadov \| Azerbaiyán \| 7 h 27 min 59 s \| \| \| 2.º \| Cristian Raileanu \| Team Sapura Cycling \| + 4 s \| \| \| 3.º \| Danieal Haikal Eddy Suhaidee \| Malasia \| + 6 s \| \| \| 4.º \| Igor Chzhan \| Vino-Astana Motors \| + 10 s \| \| \| 5.º \| Rohan du Plooy \| ProTouch \| + 15 s \| \| \| 6.º \| Nur Amirul Fakhruddin Mazuki \| Terengganu Inc-TSG Cycling Team \| + 27 s \| \| \| 7.º \| Mario Vogt \| Team Sapura Cycling \| + 28 s \| \| \| 8.º \| Nur Aiman Zariff \| Team Sapura Cycling \| + 29 s \| \| \| 9.º \| Ar-jay Peralta \| 7 Eleven Cliqq-air21 by Roadbike Philippines \| + 30 s \| \| \| 10.º \| Aiman Cahyadi \| PGN Road Cycling Team \| + 30 s \| \| |                              |                                              |                 |
| |                              |                                              |                 |
| Fuente: ProCyclingStats |                              |                                              |                 |
| Clasificación general |                              |                                              |                 |
| Ciclista | Ciclista                     | Equipo                                       | Tiempo          |
| 1.º | Elchin Asadov                | Azerbaiyán                                   | 7 h 27 min 59 s |
| 2.º | Cristian Raileanu            | Team Sapura Cycling                          | + 4 s           |
| 3.º | Danieal Haikal Eddy Suhaidee | Malasia                                      | + 6 s           |
| 4.º | Igor Chzhan                  | Vino-Astana Motors                           | + 10 s          |
| 5.º | Rohan du Plooy               | ProTouch                                     | + 15 s          |
| 6.º | Nur Amirul Fakhruddin Mazuki | Terengganu Inc-TSG Cycling Team              | + 27 s          |
| 7.º | Mario Vogt                   | Team Sapura Cycling                          | + 28 s          |
| 8.º | Nur Aiman Zariff             | Team Sapura Cycling                          | + 29 s          |
| 9.º | Ar-jay Peralta               | 7 Eleven Cliqq-air21 by Roadbike Philippines | + 30 s          |
| 10.º | Aiman Cahyadi                | PGN Road Cycling Team                        | + 30 s          |

### 3.ª etapa
| Pasir Mas - Gerik | etapa llana | (200 km) |

| \| Clasificación de la etapa \| Clasificación de la etapa \| Clasificación de la etapa \| Clasificación de la etapa \| Clasificación de la etapa \| \| Ciclista \| Ciclista \| Equipo \| Tiempo \| \| \| ------------------------- \| ---------------------------- \| -------------------------------------------- \| ------------------------- \| ------------------------- \| \| 1.º \| Nur Amirul Fakhruddin Mazuki \| Terengganu Inc-TSG Cycling Team \| 3 h 49 min 59 s \| \| \| 2.º \| Amir Kolahdozhagh \| Taiyuan Miogee Cycling Team \| + 0 s \| \| \| 3.º \| Mohd Harrif Saleh \| Terengganu Inc-TSG Cycling Team \| + 11 s \| \| \| 4.º \| Hossein Nateghi \| Foolad Mobarakeh Sepahan \| + 11 s \| \| \| 5.º \| Dominic Perez \| 7 Eleven Cliqq-air21 by Roadbike Philippines \| + 11 s \| \| \| 6.º \| Abdul Gani \| KFC Cycling Team \| + 11 s \| \| \| 7.º \| Reynard Butler \| ProTouch \| + 11 s \| \| \| 8.º \| Arin Iswana \| PGN Road Cycling Team \| + 11 s \| \| \| 9.º \| Craig Wiggins \| St George Continental Cycling Team \| + 11 s \| \| \| 10.º \| Ar-jay Peralta \| 7 Eleven Cliqq-air21 by Roadbike Philippines \| + 11 s \| \| |                              |                                              |                 |
| |                              |                                              |                 |
| Fuente: ProCyclingStats |                              |                                              |                 |
| Clasificación de la etapa |                              |                                              |                 |
| Ciclista | Ciclista                     | Equipo                                       | Tiempo          |
| 1.º | Nur Amirul Fakhruddin Mazuki | Terengganu Inc-TSG Cycling Team              | 3 h 49 min 59 s |
| 2.º | Amir Kolahdozhagh            | Taiyuan Miogee Cycling Team                  | + 0 s           |
| 3.º | Mohd Harrif Saleh            | Terengganu Inc-TSG Cycling Team              | + 11 s          |
| 4.º | Hossein Nateghi              | Foolad Mobarakeh Sepahan                     | + 11 s          |
| 5.º | Dominic Perez                | 7 Eleven Cliqq-air21 by Roadbike Philippines | + 11 s          |
| 6.º | Abdul Gani                   | KFC Cycling Team                             | + 11 s          |
| 7.º | Reynard Butler               | ProTouch                                     | + 11 s          |
| 8.º | Arin Iswana                  | PGN Road Cycling Team                        | + 11 s          |
| 9.º | Craig Wiggins                | St George Continental Cycling Team           | + 11 s          |
| 10.º | Ar-jay Peralta               | 7 Eleven Cliqq-air21 by Roadbike Philippines | + 11 s          |

| \| Clasificación general \| Clasificación general \| Clasificación general \| Clasificación general \| Clasificación general \| \| Ciclista \| Ciclista \| Equipo \| Tiempo \| \| \| --------------------- \| ---------------------------- \| -------------------------------------------- \| --------------------- \| --------------------- \| \| 1.º \| Nur Amirul Fakhruddin Mazuki \| Terengganu Inc-TSG Cycling Team \| 11 h 18 min 09 s \| \| \| 2.º \| Elchin Asadov \| Azerbaiyán \| + 0 s \| \| \| 3.º \| Cristian Raileanu \| Team Sapura Cycling \| + 4 s \| \| \| 4.º \| Danieal Haikal Eddy Suhaidee \| Malasia \| + 6 s \| \| \| 5.º \| Igor Chzhan \| Vino-Astana Motors \| + 10 s \| \| \| 6.º \| Rohan du Plooy \| ProTouch \| + 13 s \| \| \| 7.º \| Mario Vogt \| Team Sapura Cycling \| + 28 s \| \| \| 8.º \| Rustom Lim \| 7 Eleven Cliqq-air21 by Roadbike Philippines \| + 29 s \| \| \| 9.º \| Nur Aiman Zariff \| Team Sapura Cycling \| + 29 s \| \| \| 10.º \| Ar-jay Peralta \| 7 Eleven Cliqq-air21 by Roadbike Philippines \| + 30 s \| \| |                              |                                              |                  |
| |                              |                                              |                  |
| Fuente: ProCyclingStats |                              |                                              |                  |
| Clasificación general |                              |                                              |                  |
| Ciclista | Ciclista                     | Equipo                                       | Tiempo           |
| 1.º | Nur Amirul Fakhruddin Mazuki | Terengganu Inc-TSG Cycling Team              | 11 h 18 min 09 s |
| 2.º | Elchin Asadov                | Azerbaiyán                                   | + 0 s            |
| 3.º | Cristian Raileanu            | Team Sapura Cycling                          | + 4 s            |
| 4.º | Danieal Haikal Eddy Suhaidee | Malasia                                      | + 6 s            |
| 5.º | Igor Chzhan                  | Vino-Astana Motors                           | + 10 s           |
| 6.º | Rohan du Plooy               | ProTouch                                     | + 13 s           |
| 7.º | Mario Vogt                   | Team Sapura Cycling                          | + 28 s           |
| 8.º | Rustom Lim                   | 7 Eleven Cliqq-air21 by Roadbike Philippines | + 29 s           |
| 9.º | Nur Aiman Zariff             | Team Sapura Cycling                          | + 29 s           |
| 10.º | Ar-jay Peralta               | 7 Eleven Cliqq-air21 by Roadbike Philippines | + 30 s           |

### 4.ª etapa
| Ipoh - Cameron Highlands | etapa de media montaña | (110,5 km) |

| \| Clasificación de la etapa \| Clasificación de la etapa \| Clasificación de la etapa \| Clasificación de la etapa \| Clasificación de la etapa \| \| Ciclista \| Ciclista \| Equipo \| Tiempo \| \| \| ------------------------- \| ----------------------------- \| ------------------------------- \| ------------------------- \| ------------------------- \| \| 1.º \| Marcos García \| Kinan Cycling Team \| 2 h 21 min 12 s \| \| \| 2.º \| Thomas Lebas \| Kinan Cycling Team \| + 50 s \| \| \| 3.º \| Andreas Odie Purnama Setiawan \| PGN Road Cycling Team \| + 1 min 41 s \| \| \| 4.º \| Edgar Nohales Nieto \| Taiyuan Miogee Cycling Team \| + 1 min 41 s \| \| \| 5.º \| Jesse Featonby \| Oliver's Real Food Racing \| + 3 min 12 s \| \| \| 6.º \| Metkel Eyob \| Terengganu Inc-TSG Cycling Team \| + 3 min 12 s \| \| \| 7.º \| Igor Chzhan \| Vino-Astana Motors \| + 3 min 12 s \| \| \| 8.º \| Stepan Astafyev \| Vino-Astana Motors \| + 3 min 48 s \| \| \| 9.º \| Choon Huat Goh \| Terengganu Inc-TSG Cycling Team \| + 3 min 56 s \| \| \| 10.º \| Nur Aiman Zariff \| Team Sapura Cycling \| + 4 min 10 s \| \| |                               |                                 |                 |
| |                               |                                 |                 |
| Fuente: ProCyclingStats |                               |                                 |                 |
| Clasificación de la etapa |                               |                                 |                 |
| Ciclista | Ciclista                      | Equipo                          | Tiempo          |
| 1.º | Marcos García                 | Kinan Cycling Team              | 2 h 21 min 12 s |
| 2.º | Thomas Lebas                  | Kinan Cycling Team              | + 50 s          |
| 3.º | Andreas Odie Purnama Setiawan | PGN Road Cycling Team           | + 1 min 41 s    |
| 4.º | Edgar Nohales Nieto           | Taiyuan Miogee Cycling Team     | + 1 min 41 s    |
| 5.º | Jesse Featonby                | Oliver's Real Food Racing       | + 3 min 12 s    |
| 6.º | Metkel Eyob                   | Terengganu Inc-TSG Cycling Team | + 3 min 12 s    |
| 7.º | Igor Chzhan                   | Vino-Astana Motors              | + 3 min 12 s    |
| 8.º | Stepan Astafyev               | Vino-Astana Motors              | + 3 min 48 s    |
| 9.º | Choon Huat Goh                | Terengganu Inc-TSG Cycling Team | + 3 min 56 s    |
| 10.º | Nur Aiman Zariff              | Team Sapura Cycling             | + 4 min 10 s    |

| \| Clasificación general \| Clasificación general \| Clasificación general \| Clasificación general \| Clasificación general \| \| Ciclista \| Ciclista \| Equipo \| Tiempo \| \| \| --------------------- \| ------------------------ \| -------------------------------------------- \| --------------------- \| --------------------- \| \| 1.º \| Marcos García \| Kinan Cycling Team \| 13 h 39 min 41 s \| \| \| 2.º \| Igor Chzhan \| Vino-Astana Motors \| + 3 min 02 s \| \| \| 3.º \| Metkel Eyob \| Terengganu Inc-TSG Cycling Team \| + 3 min 24 s \| \| \| 4.º \| Choon Huat Goh \| Terengganu Inc-TSG Cycling Team \| + 4 min 02 s \| \| \| 5.º \| Nur Aiman Zariff \| Team Sapura Cycling \| + 4 min 19 s \| \| \| 6.º \| Elchin Asadov \| Azerbaiyán \| + 4 min 20 s \| \| \| 7.º \| Thomas Lebas \| Kinan Cycling Team \| + 4 min 23 s \| \| \| 8.º \| Cristian Raileanu \| Team Sapura Cycling \| + 4 min 24 s \| \| \| 9.º \| Charálampos Kastrantás \| Brunei Continental \| + 4 min 52 s \| \| \| 10.º \| Marcelo Felipe Hernández \| 7 Eleven Cliqq-air21 by Roadbike Philippines \| + 4 min 52 s \| \| |                          |                                              |                  |
| |                          |                                              |                  |
| Fuente: ProCyclingStats |                          |                                              |                  |
| Clasificación general |                          |                                              |                  |
| Ciclista | Ciclista                 | Equipo                                       | Tiempo           |
| 1.º | Marcos García            | Kinan Cycling Team                           | 13 h 39 min 41 s |
| 2.º | Igor Chzhan              | Vino-Astana Motors                           | + 3 min 02 s     |
| 3.º | Metkel Eyob              | Terengganu Inc-TSG Cycling Team              | + 3 min 24 s     |
| 4.º | Choon Huat Goh           | Terengganu Inc-TSG Cycling Team              | + 4 min 02 s     |
| 5.º | Nur Aiman Zariff         | Team Sapura Cycling                          | + 4 min 19 s     |
| 6.º | Elchin Asadov            | Azerbaiyán                                   | + 4 min 20 s     |
| 7.º | Thomas Lebas             | Kinan Cycling Team                           | + 4 min 23 s     |
| 8.º | Cristian Raileanu        | Team Sapura Cycling                          | + 4 min 24 s     |
| 9.º | Charálampos Kastrantás   | Brunei Continental                           | + 4 min 52 s     |
| 10.º | Marcelo Felipe Hernández | 7 Eleven Cliqq-air21 by Roadbike Philippines | + 4 min 52 s     |

### 5.ª etapa
| Tapah - Setiawangsa | etapa escarpada | (146,4 km) |

| \| Clasificación de la etapa \| Clasificación de la etapa \| Clasificación de la etapa \| Clasificación de la etapa \| Clasificación de la etapa \| \| Ciclista \| Ciclista \| Equipo \| Tiempo \| \| \| ------------------------- \| ------------------------- \| ------------------------- \| ------------------------- \| ------------------------- \| \| 1.º \| Cristian Raileanu \| Team Sapura Cycling \| 3 h 19 min 12 s \| \| \| 2.º \| Esmail Chaichi \| Foolad Mobarakeh Sepahan \| + 0 s \| \| \| 3.º \| Sofian Nabil Bakri \| Malasia \| + 14 s \| \| \| 4.º \| Marcus Culey \| Team Sapura Cycling \| + 14 s \| \| \| 5.º \| Reynard Butler \| ProTouch \| + 14 s \| \| \| 6.º \| Charálampos Kastrantás \| Brunei Continental \| + 14 s \| \| \| 7.º \| Rohan du Plooy \| ProTouch \| + 14 s \| \| \| 8.º \| Norbert Banaszek \| Hurom BDC Development \| + 14 s \| \| \| 9.º \| Choi Hiu Fung \| HKSI Pro Cycling Team \| + 14 s \| \| \| 10.º \| Hayato Okamoto \| Aisan Racing Team \| + 14 s \| \| |                        |                          |                 |
| |                        |                          |                 |
| Fuente: ProCyclingStats |                        |                          |                 |
| Clasificación de la etapa |                        |                          |                 |
| Ciclista | Ciclista               | Equipo                   | Tiempo          |
| 1.º | Cristian Raileanu      | Team Sapura Cycling      | 3 h 19 min 12 s |
| 2.º | Esmail Chaichi         | Foolad Mobarakeh Sepahan | + 0 s           |
| 3.º | Sofian Nabil Bakri     | Malasia                  | + 14 s          |
| 4.º | Marcus Culey           | Team Sapura Cycling      | + 14 s          |
| 5.º | Reynard Butler         | ProTouch                 | + 14 s          |
| 6.º | Charálampos Kastrantás | Brunei Continental       | + 14 s          |
| 7.º | Rohan du Plooy         | ProTouch                 | + 14 s          |
| 8.º | Norbert Banaszek       | Hurom BDC Development    | + 14 s          |
| 9.º | Choi Hiu Fung          | HKSI Pro Cycling Team    | + 14 s          |
| 10.º | Hayato Okamoto         | Aisan Racing Team        | + 14 s          |

## Clasificaciones finales
Las clasificaciones finalizaron de la siguiente forma:

### Clasificación general
| \| Clasificación general \| Clasificación general \| Clasificación general \| Clasificación general \| Clasificación general \| \| Ciclista \| Ciclista \| Equipo \| Tiempo \| \| \| --------------------- \| ---------------------- \| ------------------------------- \| --------------------- \| --------------------- \| \| 1.º \| Marcos García \| Kinan Cycling Team \| 16 h 59 min 07 s \| \| \| 2.º \| Igor Chzhan \| Vino-Astana Motors \| + 3 min 02 s \| \| \| 3.º \| Metkel Eyob \| Terengganu Inc-TSG Cycling Team \| + 3 min 24 s \| \| \| 4.º \| Cristian Raileanu \| Team Sapura Cycling \| + 3 min 57 s \| \| \| 5.º \| Choon Huat Goh \| Terengganu Inc-TSG Cycling Team \| + 4 min 02 s \| \| \| 6.º \| Nur Aiman Zariff \| Team Sapura Cycling \| + 4 min 19 s \| \| \| 7.º \| Elchin Asadov \| Azerbaiyán \| + 4 min 20 s \| \| \| 8.º \| Thomas Lebas \| Kinan Cycling Team \| + 4 min 23 s \| \| \| 9.º \| Matvey Nikitin \| Vino-Astana Motors \| + 4 min 50 s \| \| \| 10.º \| Charálampos Kastrantás \| Brunei Continental \| + 4 min 52 s \| \| |                        |                                 |                  |
| |                        |                                 |                  |
| Fuente: ProCyclingStats |                        |                                 |                  |
| Clasificación general |                        |                                 |                  |
| Ciclista | Ciclista               | Equipo                          | Tiempo           |
| 1.º | Marcos García          | Kinan Cycling Team              | 16 h 59 min 07 s |
| 2.º | Igor Chzhan            | Vino-Astana Motors              | + 3 min 02 s     |
| 3.º | Metkel Eyob            | Terengganu Inc-TSG Cycling Team | + 3 min 24 s     |
| 4.º | Cristian Raileanu      | Team Sapura Cycling             | + 3 min 57 s     |
| 5.º | Choon Huat Goh         | Terengganu Inc-TSG Cycling Team | + 4 min 02 s     |
| 6.º | Nur Aiman Zariff       | Team Sapura Cycling             | + 4 min 19 s     |
| 7.º | Elchin Asadov          | Azerbaiyán                      | + 4 min 20 s     |
| 8.º | Thomas Lebas           | Kinan Cycling Team              | + 4 min 23 s     |
| 9.º | Matvey Nikitin         | Vino-Astana Motors              | + 4 min 50 s     |
| 10.º | Charálampos Kastrantás | Brunei Continental              | + 4 min 52 s     |

### Clasificación por puntos
| Clasificación por puntos | Clasificación por puntos     | Clasificación por puntos        | Clasificación por puntos | Clasificación por puntos |
| Ciclista                 | Ciclista                     | Equipo                          | Puntos                   |                          |
| ------------------------ | ---------------------------- | ------------------------------- | ------------------------ | ------------------------ |
| 1.º                      | Rohan du Plooy               | ProTouch                        | 58 pts                   |                          |
| 2.º                      | Nur Amirul Fakhruddin Mazuki | Terengganu Inc-TSG Cycling Team | 44 pts                   |                          |
| 3.º                      | Cristian Raileanu            | Team Sapura Cycling             | 40 pts                   |                          |
| 4.º                      | Reynard Butler               | ProTouch                        | 34 pts                   |                          |
| 5.º                      | Charálampos Kastrantás       | Brunei Continental              | 30 pts                   |                          |
| 6.º                      | Hossein Nateghi              | Foolad Mobarakeh Sepahan        | 29 pts                   |                          |
| 7.º                      | Mario Vogt                   | Team Sapura Cycling             | 24 pts                   |                          |
| 8.º                      | Esmail Chaichi               | Foolad Mobarakeh Sepahan        | 24 pts                   |                          |
| 9.º                      | Igor Chzhan                  | Vino-Astana Motors              | 21 pts                   |                          |
| 10.º                     | Elchin Asadov                | Azerbaiyán                      | 20 pts                   |                          |

### Clasificación de la montaña
| Clasificación de la montaña | Clasificación de la montaña   | Clasificación de la montaña     | Clasificación de la montaña | Clasificación de la montaña |
| Ciclista                    | Ciclista                      | Equipo                          | Puntos                      |                             |
| --------------------------- | ----------------------------- | ------------------------------- | --------------------------- | --------------------------- |
| 1.º                         | Marcos García                 | Kinan Cycling Team              | 37 pts                      |                             |
| 2.º                         | Thomas Lebas                  | Kinan Cycling Team              | 35 pts                      |                             |
| 3.º                         | Andreas Odie Purnama Setiawan | PGN Road Cycling Team           | 24 pts                      |                             |
| 4.º                         | Edgar Nohales Nieto           | Taiyuan Miogee Cycling Team     | 22 pts                      |                             |
| 5.º                         | Nur Aiman Zariff              | Team Sapura Cycling             | 17 pts                      |                             |
| 6.º                         | Sofian Nabil Bakri            | Malasia                         | 14 pts                      |                             |
| 7.º                         | Jesse Featonby                | Oliver's Real Food Racing       | 11 pts                      |                             |
| 8.º                         | Aiman Cahyadi                 | PGN Road Cycling Team           | 10 pts                      |                             |
| 9.º                         | Metkel Eyob                   | Terengganu Inc-TSG Cycling Team | 8 pts                       |                             |
| 10.º                        | Angus Lyons                   | Oliver's Real Food Racing       | 8 pts                       |                             |

### Clasificación por equipos
| Clasificación por equipos | Clasificación por equipos                    | Clasificación por equipos | Clasificación por equipos |
| Equipo                    | Equipo                                       | Tiempo                    |                           |
| ------------------------- | -------------------------------------------- | ------------------------- | ------------------------- |
| 1.º                       | Kinan Cycling Team                           | 51 h 06 min 54 s          |                           |
| 2.º                       | Terengganu Inc-TSG Cycling Team              | + 2 min 40 s              |                           |
| 3.º                       | Sapura                                       | + 4 min 31 s              |                           |
| 4.º                       | PGN Road Cycling Team                        | + 10 min 20 s             |                           |
| 5.º                       | KFC Cycling Team                             | + 10 min 47 s             |                           |
| 6.º                       | Vino-Astana Motors                           | + 13 min 30 s             |                           |
| 7.º                       | 7 Eleven Cliqq-air21 by Roadbike Philippines | + 17 min 08 s             |                           |
| 8.º                       | Malasia                                      | + 18 min 23 s             |                           |
| 9.º                       | Taiyuan Miogee                               | + 19 min 38 s             |                           |
| 10.º                      | ProTouch                                     | + 20 min 41 s             |                           |

## Evolución de las clasificaciones
| Etapa                   | Vencedor                     | Clasificación general        | Clasificación por puntos     | Clasificación de la montaña    | Clasificación del mejor asiático      | Clasificación por equipos |
| ----------------------- | ---------------------------- | ---------------------------- | ---------------------------- | ------------------------------ | ------------------------------------- | ------------------------- |
| 1.ª                     | Elchin Asadov                | Elchin Asadov                | Rohan Du Plooy               | Aiman Cahyadi                  | Muhammad Danieal Haikal Eddy Suhaidee | Sapura                    |
| 2.ª                     | Rohan Du Plooy               | Elchin Asadov                | Rohan Du Plooy               | Muhammad Nur Aiman Mohd Zariff | Muhammad Danieal Haikal Eddy Suhaidee | Sapura                    |
| 3.ª                     | Nur Amirul Fakhruddin Mazuki | Nur Amirul Fakhruddin Mazuki | Nur Amirul Fakhruddin Mazuki | Aiman Cahyadi                  | Nur Amirul Fakhruddin Mazuki          | Sapura                    |
| 4.ª                     | Marcos García                | Marcos García                | Nur Amirul Fakhruddin Mazuki | Marcos García                  | Igor Chzhan                           | Kinan                     |
| 5.ª                     | Cristian Raileanu            | Marcos García                | Rohan Du Plooy               | Marcos García                  | Igor Chzhan                           | Kinan                     |
| Clasificaciones finales | Clasificaciones finales      | Marcos García                | Rohan Du Plooy               | Marcos García                  | Igor Chzhan                           | Kinan                     |

## UCI World Ranking
El Tour Peninsular otorgó puntos para el UCI World Ranking para corredores de los equipos en las categorías UCI WorldTeam, Profesional Continental y Equipos Continentales. Las siguientes tablas muestran el baremo de puntuación y los 10 corredores que obtuvieron más puntos:
| Posición              | 1.º | 2.º | 3.º | 4.º | 5.º | 6.º | 7.º | 8.º | 9.º | 10.º | 11.º | 12.º | 13.º-15.º | 16.º-25.º |
| Clasificación general | 125 | 85  | 70  | 60  | 50  | 40  | 35  | 30  | 25  | 20   | 15   | 10   | 5         | 3         |
| Por etapa             | 14  | 5   | 3   |     |     |     |     |     |     |      |      |      |           |           |
| Líder                 | 3   |     |     |     |     |     |     |     |     |      |      |      |           |           |

| Clasificación |                                |                         |         |       |       |       |
| Posición      | Ciclista                       | Equipo                  | General | Etapa | Líder | Total |
| ------------- | ------------------------------ | ----------------------- | ------- | ----- | ----- | ----- |
| 1.º           | Marcos García                  | Kinan                   | 125     | 14    | 3     | 142   |
| 2.º           | Igor Chzhan                    | Vino-Astana Motors      | 85      | -     | -     | 85    |
| 3.º           | Cristian Raileanu              | Sapura                  | 60      | 19    | -     | 79    |
| 4.º           | Metkel Eyob                    | Terengganu Inc-TSG      | 70      | -     | -     | 70    |
| 5.º           | Elchin Asadov                  | Selección de Azerbaiyán | 35      | 14    | 6     | 55    |
| 6.º           | Choon Huat Goh                 | Terengganu Inc-TSG      | 50      | -     | -     | 50    |
| 7.º           | Muhammad Nur Aiman Mohd Zariff | Sapura                  | 40      | -     | -     | 40    |
| 8.º           | Thomas Lebas                   | Kinan                   | 30      | 5     | -     | 35    |
| 9.º           | Matvey Nikitin                 | Vino-Astana Motors      | 25      | -     | -     | 25    |
| 10.º          | Charálampos Kastrantás         | Brunei Continental      | 20      | -     | -     | 20    |